# كينسوكي تاناكا
كينسوكي تاناكا (باليابانية: 田中賢介؛ بالكانا: たなか けんすけ) هو لاعب كرة قاعدة ياباني، ولد في 20 مايو 1981 في تشيكوشينو في اليابان.

## وصلات خارجية
- كينسوكي تاناكا على موقع دوري كرة القاعدة الرئيسي (الإنجليزية)
- كينسوكي تاناكا على موقع الدوري الياباني لكرة القاعدة (الإنجليزية)
- كينسوكي تاناكا على موقعبيزبول رفرنس.كوم (الدوري الرئيسي) (الإنجليزية)
- كينسوكي تاناكا على موقعبيزبول رفرنس.كوم (الدوري الثانوي) (الإنجليزية)
- كينسوكي تاناكا على موقع إي إس بي إن.كوم (أم.أل.بي) (الإنجليزية)
- كينسوكي تاناكا على موقع مشجعي الرسوم البيانية (الإنجليزية)